# Regimentul 38 Infanterie (1941-1945)
Regimentul 38 Infanterie a fost o unitate de nivel tactic care s-a constituit în iunie 1941, prin mobilizarea unităților și subunităților existente la pace aparținând de Regimentul Neagoe Basarab No. 38. Regimentul a făcut parte din organica Brigăzii 10 Infanterie din Divizia 10 Infanterie,:pp. 9-10 fiind dislocat la pace în garnizoana Brăila.  Regimentul 38 Infanterie a participat la acțiunile militare pe toată perioada războiului, între 22 iunie 1941 - 9 mai 1945.:p. 311

## Comandanți
1. Colonel Gabriel Vlad: înainte de 23 august 1944-1 octombrie 1945[3]:p. 98